# Copa de Competencia de División Intermedia
La Copa de Competencia de División Intermedia fue la denominación común de distintos torneos oficiales, organizados entre 1911 y 1929, por las sucesivas entidades posteriormente convertidas en la Asociación del Fútbol Argentino, oficiales y disidentes. Por regla general, se disputaban por eliminación directa, en forma paralela al campeonato de División Intermedia.

## Ediciones
En las distintas ediciones, tomó diferentes denominaciones, según el trofeo puesto en juego y la asociación que la organizó. Hasta la unificación de 1915, las regidas por los entes oficiales se las llamó Copa de Competencia «Adolfo Bullrich», por el trofeo que otorgaban. Las copas organizadas por las entidades disidentes, no llevaron ningún nombre específico.
| Años        | Trofeo            | Entidad organizadora                       |
| ----------- | ----------------- | ------------------------------------------ |
| 1911 a 1915 | «Adolfo Bullrich» | Argentine Football Association             |
| 1911 a 1915 | «Adolfo Bullrich» | Asociación Argentina de Football (d. 1912) |
| 1913        | Sin otro nombre   | Federación Argentina de Football           |
| 1916 a 1926 | Sin otro nombre   | Asociación Argentina de Football           |
| 1920 a 1926 | Sin otro nombre   | Asociación Amateurs de Football            |
| 1927 a 1929 | Sin otro nombre   | Asociación Amateur Argentina de Football   |

## Historial
| Edición                                    | Campeón                             | Resultado (Des.)                    | Subcampeón                          | Sede de la final                    | Notas                                |
| Copa de Competencia Adolfo Bullrich        | Copa de Competencia Adolfo Bullrich | Copa de Competencia Adolfo Bullrich | Copa de Competencia Adolfo Bullrich | Copa de Competencia Adolfo Bullrich | Copa de Competencia Adolfo Bullrich  |
| ------------------------------------------ | ----------------------------------- | ----------------------------------- | ----------------------------------- | ----------------------------------- | ------------------------------------ |
| 1911                                       | Nacional                            | 3 - 1                               | Estudiantil Porteño                 | Buenos Aires                        |                                      |
| 1912                                       | Ferro Carril Oeste                  |                                     | Belgrano                            | Buenos Aires                        |                                      |
| 1913                                       | Ferro Carril Oeste II               |                                     |                                     | Buenos Aires                        |                                      |
| 1913 FAF                                   | Progresista                         |                                     |                                     | Buenos Aires                        |                                      |
| 1915                                       | Gimnasia y Esgrima La Plata         |                                     | San Isidro II                       | Buenos Aires                        |                                      |
| Copa de Competencia de División Intermedia |                                     |                                     |                                     |                                     |                                      |
| 1916                                       | Liberal Argentino                   |                                     |                                     |                                     |                                      |
| 1917                                       | Independiente II                    | 2 - 2 1 - 0                         | Racing II                           | Avellaneda                          |                                      |
| 1918                                       | Boca Juniors II                     |                                     | Ferro Carril Oeste II               |                                     |                                      |
| 1919                                       | Estudiantes de La Plata II          |                                     |                                     |                                     |                                      |
| 1920                                       |                                     |                                     |                                     |                                     |                                      |
| 1920 AAmF                                  |                                     |                                     |                                     |                                     |                                      |
| 1921 AAmF                                  |                                     |                                     |                                     |                                     |                                      |
| 1922                                       |                                     |                                     |                                     |                                     |                                      |
| 1923                                       |                                     |                                     |                                     |                                     |                                      |
| 1925 AAmF                                  | Talleres                            | 3 - 1                               | Gimnasia y Esgrima (L)              |                                     |                                      |
| 1926                                       | Unión                               |                                     | Villa Crespo                        |                                     |                                      |
| 1926 AAmF                                  | Compañía General de Buenos Aires    |                                     |                                     |                                     |                                      |
| 1927                                       | Acassuso                            | 3 - 0                               | Canal San Fernando                  |                                     | Primera edición en tercera categoría |
| 1929                                       | La Paternal                         | 2 - 0                               | Olivos                              |                                     |                                      |